# Felis (gwiazdozbiór)
Felis (z łac. „Kot”) – historyczny gwiazdozbiór leżący pomiędzy obecnymi konstelacjami Hydry, Kompasu i Pompy. Gwiazdozbiór został stworzony przez Jérôme’a Lalande’a i po raz pierwszy przedstawiony w atlasie nieba Johanna Bodego w 1801 roku. Jego najjaśniejsze gwiazdy miały wielkość gwiazdową zaledwie około 5m. Lalande przekazywał Bodemu pomiary swoje pozycji wielu gwiazd, także w tej części nieba, a że był wielbicielem kotów, chciał, aby jego ulubione zwierzę znalazło się na niebie. Jak sam stwierdził, inspiracją był wiersz, jaki o kotach napisał Claude-Antoine Guyot-Desherbiers. Publikacja we wpływowych atlasach Bodego sprawiła, że pojawiał się w najpopularniejszych atlasach w XIX wieku, a zaczął z nich znikać w ostatnim dwudziestoleciu tego wieku.